# O Assassinato de Trotsky
The Assassination of Trotsky (bra/prt: O Assassinato de Trotsky) é um filme ítalo-franco-britânico de 1972, dirigido por Joseph Losey, com roteiro de Nicholas Mosley, Masolino D'Amico e Franco Solinas baseado na vida do líder comunista Leon Trótski. 

## Sinopse
Em 1940, Trotsky está exilado no México, mas não escapou à perseguição do então secretário-geral do PCUS Josef Stalin, que envia um militante chamado Frank Jackson (codinome de Ramón Mercader) para se aproximar de Trótski e assim matá-lo.

## Elenco
- Richard Burton: Leon Trótski
- Alain Delon: Frank Jackson
- Romy Schneider: Gita Samuels
- Valentina Cortese: Natália Sedova
- Luigi Vannucchi: Ruiz
- Jean Desailly: Alfred Rosmer
- Simone Valère: Marguerite Rosmer
- Duilio Del Prete: Felipe
- Jack Betts:  Lou (como Caça Powers)
- Michael Forest: Jim
- Claudio Brook: Roberto
- Joshua Sinclair: Sam
- Giorgio Albertazzi: Comissário